# Фармацевтичний корпус Тернопільського національного медичного університету
Фармацевтичний корпус Тернопільського національного медичного університету — пам'ятка архітектури місцевого значення в Тернополі на вул. Руській, 36. Охоронний номер 5.

## Історія
Житловий будинок Г-подібної форми збудований на початку XX століття.
З початку заснування медичного інституту в цьому будинку був гуртожиток № 1.
У 2000 році корпус передано фармацевтичному факультету, на першому поверсі відкрито навчально-виробничу аптеку, у 2002-му кімнати 2-го поверху обладнані під навчальні  та лаборантські відповідно до їх функціонального призначення.
У 2015 році працівниками адміністративно-господарської частини університету зроблено реконструкцію міжповерхових перекриттів корпусу за сучасними технологіями. Всередині будівлі капітально відремонтовані всі кімнати, замінено двері та вікна, батареї, паркет, зроблено сучасну систему вентиляції і встановлено витяжні шафи. У 2016 році оновлений фасад, відремонтований дах, замінено старі вхідні двері на нові у відповідності до архітектурного ансамблю будівлі. Також реконструйовано внутрішній дворик будівлі, який оформлено в італійському стилі. Він вимощений бруківкою і облаштований квітковою клумбою.